# 交響曲第9番 (ヴォーン・ウィリアムズ)

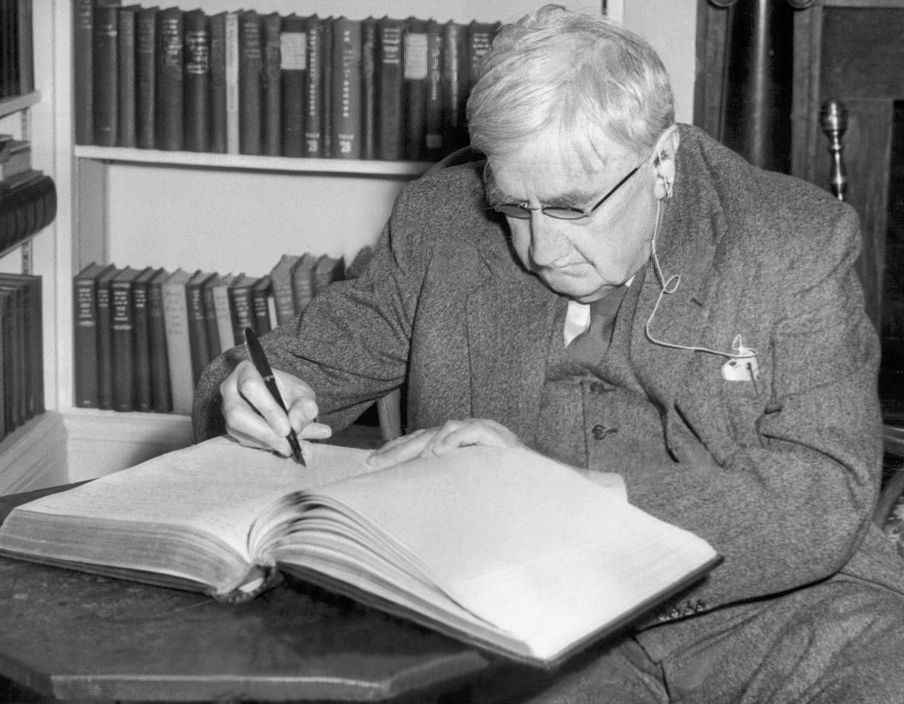
1950年代のヴォーン・ウィリアムズ

交響曲第9番ホ短調は、レイフ・ヴォーン・ウィリアムズが作曲した最後の交響曲である。1956年から1957年にかけて作曲され、初演は1958年4月2日にロンドンにおいて、マルコム・サージェント指揮のロイヤル・フィルハーモニック管弦楽団で行われた。初演には作曲者も立ち会ったが、4ヵ月後の8月26日に85歳で死去した。ロイヤル・フィルハーモニック協会に献呈されている。

## 楽器編成
フルート3（第3奏者はピッコロ持ち替え）、オーボエ2、コーラングレ、クラリネット2、バス・クラリネット、ファゴット2、コントラファゴット、サクソフォーン3（アルト2、テナー1）、ホルン4、フリューゲルホルン、トランペット2、トロンボーン3、チューバ、ティンパニ、打楽器（グロッケンシュピール、シロフォン、大太鼓、小太鼓、テノールドラム、シンバル、トライアングル、非常に大きく深い音のゴング、銅鑼、深い音の鐘）、ハープ2、チェレスタ、弦五部
- サクソフォーンについて、第1アルト奏者は不可欠とし、他は真にやむを得ない場合に限り、主にクラリネットとファゴットでの代奏が指示されている。
- フリューゲルホルンについては、やむを得ない場合には第3トランペットを追加、独奏部分（第2楽章）は第1トランペットか第2ホルンによる代奏が指示されている。また、コルネットでの代奏の禁止と、本来のフリューゲルホルン用のマウスピースの使用が注記されている。

## 楽曲構成
4楽章からなる。全曲で約30分の指定があるが、通常は 35 分前後で演奏されることが多い。
- 第1楽章　モデラート・マエストーソ　ホ短調　4分の4拍子
- 第2楽章　アンダンテ・ソステヌート
- 第3楽章　スケルツォ　アレグロ・ペザンテ
- 第4楽章　アンダンテ・トランクイロ